# Драгоценность
Драгоценность — термин, широко используемый в быту и в литературе для указания на материальную и культурную ценность предмета и духовную сущность человека. Драгоценности могут выступать как дорогая вещь, например, ювелирные изделия, предмет важного исторического и общественного значения, то что представляется особенно дорогим и памятным для кого-либо, является талантливым, самобытным, отличается необходимыми для культуры качествами, свойствами.

## Драгоценность как сравнение
Многие выдающиеся личности разных эпох с понятием драгоценность отождествляли:
- время (Теофаст, Б. Франклин, Ж. Руссо, Т. Манн, У. Моэм, А. Суворов);
- человека, преданного друга (Софокл, Ф. Гвиччардини, Т. Карлейль);
- знание (Ф. Аквинский);
- русский язык (Н. Гоголь);
- правду (У. Черчилль);
- талант (И. Гончаров);
- красоту (Ф. Бэкон);
- любовь (М. Твен, Э. Ландерс);
- дар мышления (Э. Толле).

## Драгоценность как имя
В Китае понятие «драгоценность» очень часто встречается в женских именах. Например, китайское слово Чжэнь. При выборе имени под «драгоценностью» подразумеваются присущие ему качества — красота, богатство и долговечность.

## В буддизме
В буддизме присутствуют три драгоценности, символизирующие Буддийскую Триаду — Будду,
Дхарму (знание) и Сангху (общину буддийских монахов и монахинь).